# هابارد، ساسکاچوان
هابارد (به انگلیسی: Hubbard) یک روستا در کانادا است که در ساسکاچوان واقع شده‌است. هابارد ۱٫۲۵ کیلومتر مربع مساحت و ۳۵ نفر جمعیت دارد.